# Marinière (sauce)
Pour les articles homonymes, voir Marinière.

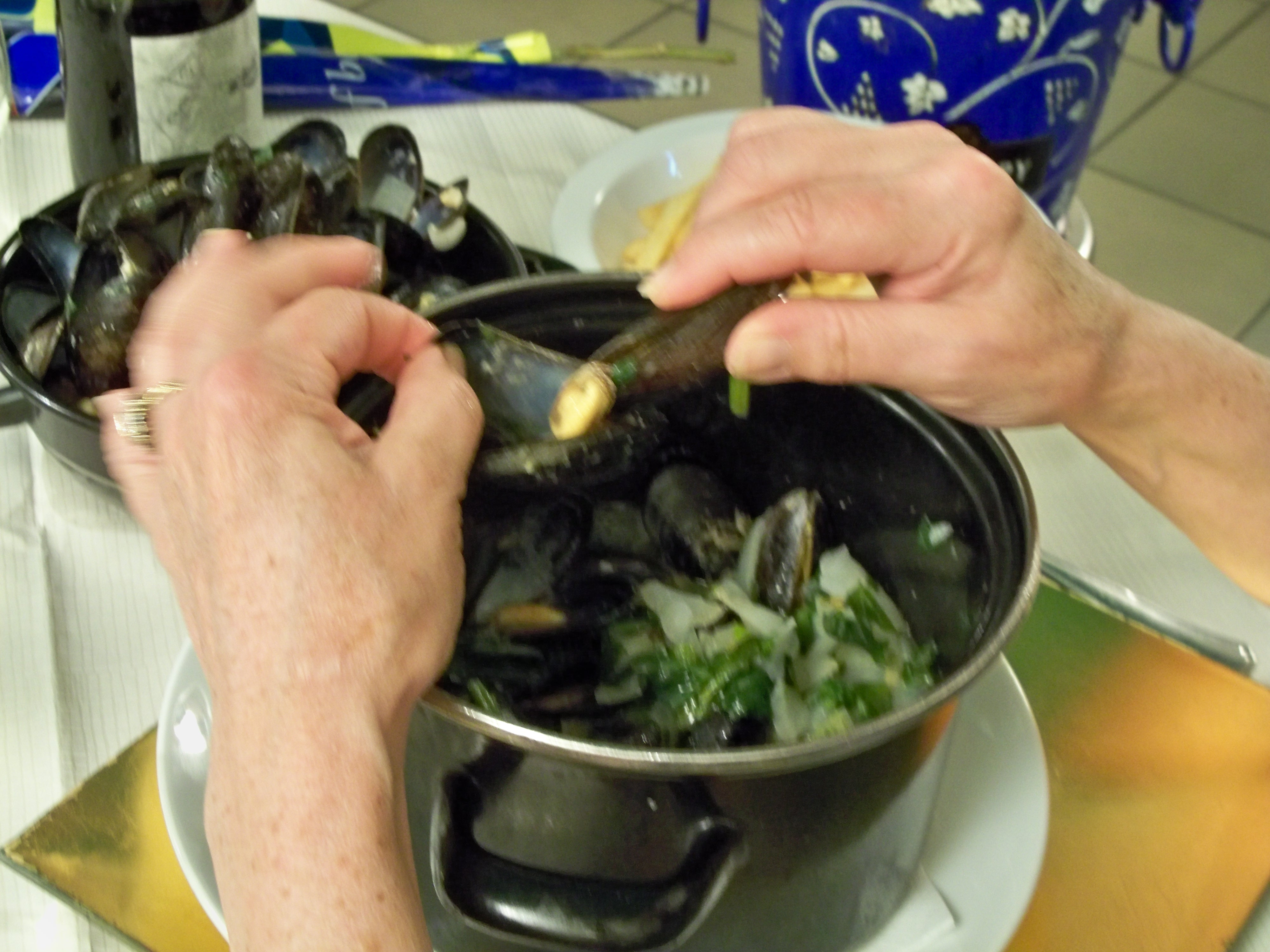
Moules marinières dans un restaurant de Huy.

Une sauce à la marinière (ou simplement marinière) est une sauce à base d'échalotes et de vin blanc, utilisée notamment pour préparer les moules marinières, un des plats composant les moules-frites, emblématiques du Nord de la France et de la Belgique.